# Acrossus semiopacus
Acrossus semiopacus är en skalbaggsart som beskrevs av Edmund Reitter 1887. Acrossus semiopacus ingår i släktet Acrossus och familjen Aphodiidae. Inga underarter finns listade i Catalogue of Life.